# 瓦格斯塔夫 (堪薩斯州)
瓦格斯塔夫（英語：Wagstaff）是位於美國堪薩斯州邁阿密縣的一個非建制地區。

## 地理
瓦格斯塔夫所處的海拔為高於海平面324米（即1063英呎），而該地所採用的時區為UTC-6，即北美中部時區（CST）。同時該地設有夏令時間，為UTC-6調快一小時，即UTC-5（CDT）。